# James Edward Alexander
James Edward Alexander (Stirling, 16 ottobre 1803 – Ryde, 2 aprile 1885) è stato un esploratore scozzese.
Arruolatosi ad appena diciassette anni nella Compagnia delle Indie Orientali, fu presente nella Guerra russo-turca (1828-1829) nella zona dei Balcani.
Divenuto (1830) capitano, fu incaricato di un'esplorazione del Namaqualand, che compì eccellentemente.
Combatté inoltre in Crimea e in Nuova Zelanda contro i Maori.